# Verna Fields
Pour les articles homonymes, voir Fields et Hellman.

Verna Fields, née Hellman, est une monteuse américaine née le 21 mars 1918 à Saint-Louis (Missouri) et morte le 30 novembre 1982 dans le quartier d'Encino à Los Angeles (Californie).

## Biographie
Verna Fields est envoyée par ses parents faire des études en France, avant de rentrer à l'Université de Californie du Sud où elle obtient un diplôme de journalisme.
Elle commence sa carrière en 1943 comme assistante monteuse à Hollywood et à la télévision. Au début des années 1960, elle enseigne le montage à l'Université de Californie du Sud, tout en commençant à travailler comme monteuse,.
Dans les années 1970, elle travaille ainsi pour Peter Bogdanovich, George Lucas ou Steven Spielberg. Elle est nommée en 1976 vice-présidente chez Universal Pictures, poste qu'elle tient jusqu'à sa mort en 1982.

## Filmographie (sélection)

### Cinéma
- 1956 : La Cinquième Victime (While the City Sleeps) de Fritz Lang
- 1961 : Le Cid (El Cid) d'Anthony Mann
- 1968 : La Cible (Targets) de Peter Bogdanovich
- 1969 : Medium Cool d'Haskell Wexler
- 1972 : On s'fait la valise, Doc ? (What's Up, Doc?) de Peter Bogdanovich
- 1973 : American Graffiti de George Lucas
- 1974 : Sugarland Express (The Sugarland Express) de Steven Spielberg
- 1975 : Les Dents de la mer (Jaws) de Steven Spielberg

### Télévision
- 1956-1959 : Sky King (42 épisodes)
- 1960-1961 : Au nom de la loi (25 épisodes)

## Distinctions
- La société des Motion Picture Sound Editors a créé à son nom un prix à destination des étudiants en montage son : le Verna Fields Award (en)

### Récompenses
- Oscars 1976 : Oscar du meilleur montage pour Les Dents de la mer
- 1981 : Women in Film Crystal Award

### Nominations
- Oscars 1974 : Oscar du meilleur montage pour American Graffiti
- BAFTA 1976 : BAFA du meilleur montage pour Les Dents de la mer